# Anela Borčić
Anela Borčić je hrvatska književnica s otoka Visa. Piše pjesme i pripovijetke, a napisala je i jedan roman.
Napisala je zbirku pjesama Blaženstvo trenutka. Njen roman Garbin joj je donio nekoliko priznanja u književnim i medijskim krugovima. Treće djelo joj je zbirka pripovijedaka Kuća Pupuletovih iz 2011. godine. Potonje djelo obilježava njena autobiografska iskustva, prožeta estetikom mora, otoka i prirode, pri čemu se služi alegorijama i metaforama otočkog života. Radi vjernog dočaravanja kozmosa otoka Visa, u dijaloge unosi viške čakavizme.
Pjesme koje je napisala na čakavskom narječju su joj uglazbljene za klapske izvođače.
Bila je sudionicom hrvatske pjesničke manifestacije Croatia rediviva: Ča, Kaj, Što – baštinski dani 2009. godine te Susreta čakavskih pjesnikinja otoka Hvara iste godine.

## Djela
- Blaženstvo trenutka (2007.), zbirka pjesama[3]
- Garbin, zao vjetar (2009.), roman[4][5][6][7]
- Kuća Pupuletovih (2011.), zbirka pripovijedaka[8][9]
- Beračica soli (2013.), zbirka pjesama[10][11][12]
- Zabranjeni gariful (2021.), zbirka pripovijedaka[13][14]

## Vanjske poveznice
Mrežna mjesta
- Anela Borčić, Osveta, Vijenac 408/2009.
- Beračica soli (izbor), Vijenac 501/2013.
- Anela Borčić, Gospa gusarica, Riječi 1/2013.
- Anela Borčić, Oleandri, Vijenac 531-533/2014.
- Anela Borčić, Drugost
- Anela Borčić, Živeći more, Locutio